# Edward Crankshaw
William Edward Crankshaw (3 de gener del 1909 - 30 de novembre del 1984) fou un escriptor, autor, traductor i comentarista britànic conegut sobretot per les seves obres relatives a la Unió Soviètica i la Gestapo de l'Alemanya nazi.

## Infància i joventut
William Edward Crankshaw nasqué a Woodford, als suburbis de Londres, el 3 de gener del 1909, fill d'Arthur Edward Crankshaw (1876-1965) i Amy Beatrice Crankshaw, nascuda Bishop (1879-1962). Tenia un germà petit, Geoffrey Crankshaw (1912-2009), conegut crític de la música anglesa. Estudià al Col·legi de Bishop's Stortford, una public school inconformista del comtat anglès de Hertfordshire.

## Carrera
Crankshaw començà a treballar com a periodista durant uns mesos a The Times. A la dècada del 1930 visqué a Viena (Àustria), ensenyant anglès i aprenent l'alemany. El 1938 fou testimoni de l'Anschluss. A Viena, predigué la Segona Guerra Mundial.
El 1940 s'hi posà en contacte el Servei Secret d'Intel·ligència, interessat pels seus coneixements d'alemany. Durant la Segona Guerra Mundial prestà servei com a oficial Y (intel·ligència de senyals) en l'exèrcit britànic.  Des del 1941 fins al 1943 fou destinat a la Missió Militar Britànica de Moscou, on inicialment fou especialista Y de l'exèrcit i posteriorment representant acreditat dels serveis Y britànics. Assolí el grau de tinent coronel. De resultes del deteriorament de la cooperació amb l'Estat Major Soviètic el desembre del 1942, la Junta Y del Regne Unit el feu tornar a Londres el febrer del 1943.  Al maig fou assignat a Bletchley Park, on feu d'oficial d'enllaç en temes relatius a Rússia.
Des del 1947 fins al 1968 treballà pel diari dominical britànic The Observer, especialitzant-se en els afers soviètics. El 1956 obtingué un transcrit de la repudiació de Stalin pronunciada pel cap soviètic, Nikita Khrusxov, tot un èxit periodístic. Quan era un periodista de baix nivell, Guy Burgess, del ministeri d'Afers Exteriors, l'havia convocat per criticar que tenia «massa miraments amb Rússia»; després del desemmascarament de Burgess com un dels cinc de Cambridge (espies per la Unió Soviètica) i la seva fugida a Moscou, Crankshaw s'hi reuní diverses vegades, encara que no n'escrigué res per a The Observer. Acabaren fent amistat.
Escrigué una quarantena de llibres, principalment sobre temes austríacs i russos.

## Vida personal
Es casà amb Clare Carr el 1931. No tingueren fills.
Crankshaw morí el 30 de novembre del 1984 a Hawkhurst (Kent). Tenia 75 anys.